# Christophe Kalenzaga
Christophe Kalenzaga, né en 1910 à Oualga (Haut-Sénégal et Niger) et mort le 25 avril 1994 à Ouagadougou (Burkina Faso), est un homme politique franco-burkinabé.

## Biographie
Il est nommé secrétaire du Conseil de la République le 13 janvier 1953 et le 12 janvier 1954,.
Il est désigné pour siéger au Sénat de la Communauté,,.
Avec Ousmane Socé Diop, il représente le Sénat de la Communauté à l'Assemblée parlementaire du Conseil de l'Europe.